# Nelu Brâdean-Ebinger
Nelu Brâdean-Ebinger (* 22. Juli 1952 in Arad) ist ein rumäniendeutsch-ungarischer Sprachwissenschaftler und Germanist, der in Budapest tätig ist.

## Leben
Brâdean-Ebinger stammt mütterlicherseits aus einer Familie Banater Schwaben, väterlicherseits hat er rumänische Wurzeln, außerdem ungarische und serbische Vorfahren. Er wuchs in Bulgăruș auf und besuchte zunächst dort die deutschsprachige Grundschule, dann in Jimbolia die weiterführende Schule. Nach dem Abitur 1971 studierte er zunächst an der Universität Bukarest und der Universität Helsinki, bevor er 1972 an die Eötvös-Loránd-Universität in Budapest wechselte, wo er seitdem lebt.
In Budapest studierte Nelu Brâdean-Ebinger Hungarologie, Finnougristik und allgemeine Germanistik/Skandinavistik. Das Studium schloss er 1978 mit dem Staatsexamen und 1980 mit der Promotion zum Dr. univ. (doctor universitatis) ab. Ebenfalls 1980 wurde er ungarischer Staatsbürger. Anschließend war er als Aspirant an der Ungarischen Akademie der Wissenschaften tätig, wo er 1985 den akademischen Grad eines CSc. (candidatus scientiarum) in Sprachwissenschaften erhielt, das Pendant zum Ph.D.
Nach seinem Staatsexamen verfolgte Brâdean-Ebinger seine universitäre Karriere an der Corvinus-Universität Budapest, wo er 1987 zum Dozenten ernannt wurde und 1989 bis 2005 als Universitätsdozent den Lehrstuhl für deutsche Sprache leitete. 2000 erfolgte seine Habilitation an der Universität Pécs. Parallel zu seiner Lehrtätigkeit in Budapest war er ab 1992 auch an der Universität Miskolc tätig, wo er den Lehrstuhl für germanistische Linguistik begründete und bis 1998 leitete. 2002 wurde er dort zum Privatdozenten ernannt. An mehreren weiteren europäischen Universitäten lehrte Brâdean-Ebinger als Gastdozent oder Gastprofessor. Seit 2006 trägt er den Titel Professor.

## Werk
Brâdean-Ebinger forscht als Sprachwissenschaftler zu Sprachkontakten einerseits im skandinavischen Raum, andererseits in den deutschsprachigen Gemeinschaften Südosteuropas. Als Hochschullehrer vertritt er das Fach Germanistik und lehrt insbesondere Deutsch als Fremdsprache. Er ist Herausgeber des Jahrbuches Lingua Deutsch.
Schriftstellerisch ist Nelu Brâdean-Ebinger seit den frühen 1970er Jahren tätig. Er hat in verschiedenen Zeitungen, Zeitschriften und Anthologien publiziert und drei selbstständige Gedicht- und Essaybände veröffentlicht (1986, 1995, 2001). Im Jahr 1999 gab er einen dreisprachig deutsch-ungarisch-slowenischen Gedichtband des slowenisch-kärtnerischen Schriftstellers Janko Messner heraus.

## Schriften
- Budapester Resonanzen. Lyrische Gedanken in einer Minderheitensprache. Tankönyvkiadó, Budapest 1986, ISBN 963-17-9687-6.
- Sprachkontakte und Zweisprachigkeit in Fennoskandinavien. Soziolinguistische Aspekte der Zweisprachigkeit im nördlichen Areal (= Studies in modern philology. Band 8). Akadémiai Kiadó, Budapest 1991, ISBN 963-05-5904-8.
- Auf der Suche nach … Heimat. Gedichte und Essays 1989–1995. Budapest 1995, ISBN 963-650-101-7.
- Deutsch im Kontakt. Als Minderheits- und als Mehrheitssprache in Mitteleuropa. Eine soziolinguistische Untersuchung zum Sprachgebrauch bei den Ungarndeutschen, Donauschwaben und Kärntner Slowenen. Ed. Praesens, Wien 1997, ISBN 3-901126-02-3.
- Egy közép-európai ember vallomásai. Versek-esszék = Bekenntnisse eines Mitteleuropäers (= Ikerkönyvek. Band 4). Masszi k., Budapest 2001, ISBN 963-86135-5-6.
- Love story in Budapest. Der Volksgruppenführer und die Jüdin (= Sonntagsblatt-Bücherei. Nummer 6). Jakob Bleyer Gemeinschaft, Budapest 2014, ISBN 978-963-87776-4-5.
- Der Einsiedler von Budaörs. 6). Jakob Bleyer Gemeinschaft, Budapest 2018, ISBN 978-963-87776-6-9.